# Tour de Yorkshire 2017
Le Tour de Yorkshire 2017 est la 3e édition de cette course cycliste sur route masculine. Il a eu lieu du 28 avril au 30 avril 2017. Il fait partie du calendrier UCI Europe Tour 2017 en catégorie 2.1.
Il est remporté par le Belge Serge Pauwels, de l'équipe Dimension Data, vainqueur de la troisième et dernière étape étape. Il s'impose six secondes devant son coéquipier espagnol Omar Fraile et sept secondes devant le Français Jonathan Hivert (Direct Énergie).

## Présentation

### Équipes
| WorldTeams (7)- BMC Racing Team - Orica-Scott - Dimension Data - Team Sunweb - Katusha-Alpecin - Lotto NL-Jumbo - Sky Équipes continentales professionnelles (5)- Aqua Blue Sport - Cofidis, Solutions Crédits - Direct Énergie - Roompot-Nederlandse Loterij - Delko Marseille Provence KTM Équipes continentales (5)- ONE Pro Cycling - JLT Condor - Madison Genesis - Bike Channel-Canyon - Team Raleigh GAC Équipe nationale- Grande-Bretagne |
| |

## Étapes
| Étape     | Date    | Villes étapes             | type                      | Distance (km) | Vainqueur d'étape | Leader du classement général |
| --------- | ------- | ------------------------- | ------------------------- | ------------- | ----------------- | ---------------------------- |
| 1re étape | 28 avr. | Bridlington – Scarborough | étape vallonnée           | 174           | Dylan Groenewegen | Dylan Groenewegen            |
| 2e étape  | 29 avr. | Tadcaster – Harrogate     | étape vallonnée           | 122,5         | Nacer Bouhanni    | Caleb Ewan                   |
| 3e étape  | 30 avr. | Bradford – Sheffield      | étape de moyenne montagne | 194,5         | Serge Pauwels     | Serge Pauwels                |

## Déroulement de la course

### 1reétape
| \| Classement de l'étape \| Classement de l'étape \| Classement de l'étape \| Classement de l'étape \| Classement de l'étape \| \| Coureur \| Coureur \| Pays \| Équipe \| Temps \| \| --------------------- \| --------------------- \| --------------------- \| --------------------------- \| --------------------- \| \| 1er \| Dylan Groenewegen \| Pays-Bas \| LottoNL-Jumbo \| 4 h 09 min 38 s \| \| 2e \| Caleb Ewan \| Australie \| Orica-Scott \| + 0 s \| \| 3e \| Chris Opie \| Royaume-Uni \| Bike Channel-Canyon \| + 0 s \| \| 4e \| Nacer Bouhanni \| France \| Cofidis, Solutions Crédits \| + 0 s \| \| 5e \| Steele Von Hoff \| Australie \| ONE Pro Cycling \| + 0 s \| \| 6e \| Kristian Sbaragli \| Italie \| Dimension Data \| + 0 s \| \| 7e \| André Looij \| Pays-Bas \| Roompot-Nederlandse Loterij \| + 0 s \| \| 8e \| Adam Blythe \| Royaume-Uni \| Aqua Blue Sport \| + 0 s \| \| 9e \| Baptiste Planckaert \| Belgique \| Katusha-Alpecin \| + 0 s \| \| 10e \| Enrique Sanz \| Espagne \| Team Raleigh GAC \| + 0 s \| |                     |             |                             |                 |
| |                     |             |                             |                 |
| |                     |             |                             |                 |
| Classement de l'étape |                     |             |                             |                 |
| Coureur | Coureur             | Pays        | Équipe                      | Temps           |
| 1er | Dylan Groenewegen   | Pays-Bas    | LottoNL-Jumbo               | 4 h 09 min 38 s |
| 2e | Caleb Ewan          | Australie   | Orica-Scott                 | + 0 s           |
| 3e | Chris Opie          | Royaume-Uni | Bike Channel-Canyon         | + 0 s           |
| 4e | Nacer Bouhanni      | France      | Cofidis, Solutions Crédits  | + 0 s           |
| 5e | Steele Von Hoff     | Australie   | ONE Pro Cycling             | + 0 s           |
| 6e | Kristian Sbaragli   | Italie      | Dimension Data              | + 0 s           |
| 7e | André Looij         | Pays-Bas    | Roompot-Nederlandse Loterij | + 0 s           |
| 8e | Adam Blythe         | Royaume-Uni | Aqua Blue Sport             | + 0 s           |
| 9e | Baptiste Planckaert | Belgique    | Katusha-Alpecin             | + 0 s           |
| 10e | Enrique Sanz        | Espagne     | Team Raleigh GAC            | + 0 s           |

| \| Classement général \| Classement général \| Classement général \| Classement général \| Classement général \| \| Coureur \| Coureur \| Pays \| Équipe \| Temps \| \| ------------------ \| ------------------- \| ------------------ \| ---------------------------- \| ------------------ \| \| 1er \| Dylan Groenewegen \| Pays-Bas \| LottoNL-Jumbo \| 4 h 09 min 28 s \| \| 2e \| Caleb Ewan \| Australie \| Orica-Scott \| + 4 s \| \| 3e \| Chris Opie \| Royaume-Uni \| Bike Channel-Canyon \| + 6 s \| \| 4e \| Ángel Madrazo \| Espagne \| Delko-Marseille Provence-KTM \| + 8 s \| \| 5e \| Nacer Bouhanni \| France \| Cofidis, Solutions Crédits \| + 10 s \| \| 6e \| Steele Von Hoff \| Australie \| ONE Pro Cycling \| + 10 s \| \| 7e \| Kristian Sbaragli \| Italie \| Dimension Data \| + 10 s \| \| 8e \| André Looij \| Pays-Bas \| Roompot-Nederlandse Loterij \| + 10 s \| \| 9e \| Adam Blythe \| Royaume-Uni \| Aqua Blue Sport \| + 10 s \| \| 10e \| Baptiste Planckaert \| Belgique \| Katusha-Alpecin \| + 10 s \| |                     |             |                              |                 |
| |                     |             |                              |                 |
| |                     |             |                              |                 |
| Classement général |                     |             |                              |                 |
| Coureur | Coureur             | Pays        | Équipe                       | Temps           |
| 1er | Dylan Groenewegen   | Pays-Bas    | LottoNL-Jumbo                | 4 h 09 min 28 s |
| 2e | Caleb Ewan          | Australie   | Orica-Scott                  | + 4 s           |
| 3e | Chris Opie          | Royaume-Uni | Bike Channel-Canyon          | + 6 s           |
| 4e | Ángel Madrazo       | Espagne     | Delko-Marseille Provence-KTM | + 8 s           |
| 5e | Nacer Bouhanni      | France      | Cofidis, Solutions Crédits   | + 10 s          |
| 6e | Steele Von Hoff     | Australie   | ONE Pro Cycling              | + 10 s          |
| 7e | Kristian Sbaragli   | Italie      | Dimension Data               | + 10 s          |
| 8e | André Looij         | Pays-Bas    | Roompot-Nederlandse Loterij  | + 10 s          |
| 9e | Adam Blythe         | Royaume-Uni | Aqua Blue Sport              | + 10 s          |
| 10e | Baptiste Planckaert | Belgique    | Katusha-Alpecin              | + 10 s          |

### 2eétape
| \| Classement de l'étape \| Classement de l'étape \| Classement de l'étape \| Classement de l'étape \| Classement de l'étape \| \| Coureur \| Coureur \| Pays \| Équipe \| Temps \| \| --------------------- \| --------------------- \| --------------------- \| -------------------------- \| --------------------- \| \| 1er \| Nacer Bouhanni \| France \| Cofidis, Solutions Crédits \| 2 h 45 min 51 s \| \| 2e \| Caleb Ewan \| Australie \| Orica-Scott \| + 0 s \| \| 3e \| Jonathan Hivert \| France \| Direct Énergie \| + 0 s \| \| 4e \| Dylan Groenewegen \| Pays-Bas \| LottoNL-Jumbo \| + 0 s \| \| 5e \| Christopher Lawless \| Royaume-Uni \| Grande-Bretagne \| + 0 s \| \| 6e \| Kristian Sbaragli \| Italie \| Dimension Data \| + 0 s \| \| 7e \| Søren Kragh Andersen \| Danemark \| Team Sunweb \| + 0 s \| \| 8e \| Tony Hurel \| France \| Direct Énergie \| + 0 s \| \| 9e \| Matthew Holmes \| Royaume-Uni \| Madison Genesis \| + 0 s \| \| 10e \| Adam Blythe \| Royaume-Uni \| Aqua Blue Sport \| + 0 s \| |                      |             |                            |                 |
| |                      |             |                            |                 |
| |                      |             |                            |                 |
| Classement de l'étape |                      |             |                            |                 |
| Coureur | Coureur              | Pays        | Équipe                     | Temps           |
| 1er | Nacer Bouhanni       | France      | Cofidis, Solutions Crédits | 2 h 45 min 51 s |
| 2e | Caleb Ewan           | Australie   | Orica-Scott                | + 0 s           |
| 3e | Jonathan Hivert      | France      | Direct Énergie             | + 0 s           |
| 4e | Dylan Groenewegen    | Pays-Bas    | LottoNL-Jumbo              | + 0 s           |
| 5e | Christopher Lawless  | Royaume-Uni | Grande-Bretagne            | + 0 s           |
| 6e | Kristian Sbaragli    | Italie      | Dimension Data             | + 0 s           |
| 7e | Søren Kragh Andersen | Danemark    | Team Sunweb                | + 0 s           |
| 8e | Tony Hurel           | France      | Direct Énergie             | + 0 s           |
| 9e | Matthew Holmes       | Royaume-Uni | Madison Genesis            | + 0 s           |
| 10e | Adam Blythe          | Royaume-Uni | Aqua Blue Sport            | + 0 s           |

| \| Classement général \| Classement général \| Classement général \| Classement général \| Classement général \| \| Coureur \| Coureur \| Pays \| Équipe \| Temps \| \| ------------------ \| -------------------- \| ------------------ \| ---------------------------- \| ------------------ \| \| 1er \| Caleb Ewan \| Australie \| Orica-Scott \| 6 h 55 min 17 s \| \| 2e \| Nacer Bouhanni \| France \| Cofidis, Solutions Crédits \| + 2 s \| \| 3e \| Dylan Groenewegen \| Pays-Bas \| LottoNL-Jumbo \| + 2 s \| \| 4e \| Chris Opie \| Royaume-Uni \| Bike Channel-Canyon \| + 8 s \| \| 5e \| Jonathan Hivert \| France \| Direct Énergie \| + 8 s \| \| 6e \| Ángel Madrazo \| Espagne \| Delko-Marseille Provence-KTM \| + 10 s \| \| 7e \| Kristian Sbaragli \| Italie \| Dimension Data \| + 12 s \| \| 8e \| Steele Von Hoff \| Australie \| ONE Pro Cycling \| + 12 s \| \| 9e \| Adam Blythe \| Royaume-Uni \| Aqua Blue Sport \| + 12 s \| \| 10e \| Søren Kragh Andersen \| Danemark \| Team Sunweb \| + 12 s \| |                      |             |                              |                 |
| |                      |             |                              |                 |
| |                      |             |                              |                 |
| Classement général |                      |             |                              |                 |
| Coureur | Coureur              | Pays        | Équipe                       | Temps           |
| 1er | Caleb Ewan           | Australie   | Orica-Scott                  | 6 h 55 min 17 s |
| 2e | Nacer Bouhanni       | France      | Cofidis, Solutions Crédits   | + 2 s           |
| 3e | Dylan Groenewegen    | Pays-Bas    | LottoNL-Jumbo                | + 2 s           |
| 4e | Chris Opie           | Royaume-Uni | Bike Channel-Canyon          | + 8 s           |
| 5e | Jonathan Hivert      | France      | Direct Énergie               | + 8 s           |
| 6e | Ángel Madrazo        | Espagne     | Delko-Marseille Provence-KTM | + 10 s          |
| 7e | Kristian Sbaragli    | Italie      | Dimension Data               | + 12 s          |
| 8e | Steele Von Hoff      | Australie   | ONE Pro Cycling              | + 12 s          |
| 9e | Adam Blythe          | Royaume-Uni | Aqua Blue Sport              | + 12 s          |
| 10e | Søren Kragh Andersen | Danemark    | Team Sunweb                  | + 12 s          |

### 3eétape
| \| Classement de l'étape \| Classement de l'étape \| Classement de l'étape \| Classement de l'étape \| Classement de l'étape \| \| Coureur \| Coureur \| Pays \| Équipe \| Temps \| \| --------------------- \| --------------------- \| --------------------- \| --------------------- \| --------------------- \| \| 1er \| Serge Pauwels \| Belgique \| Dimension Data \| 4 h 57 min 47 s \| \| 2e \| Omar Fraile \| Espagne \| Dimension Data \| + 0 s \| \| 3e \| Jonathan Hivert \| France \| Direct Énergie \| + 6 s \| \| 4e \| Brent Bookwalter \| États-Unis \| BMC Racing Team \| + 6 s \| \| 5e \| Tao Geoghegan Hart \| Royaume-Uni \| Team Sky \| + 8 s \| \| 6e \| Maurits Lammertink \| Pays-Bas \| Katusha-Alpecin \| + 8 s \| \| 7e \| Matthew Holmes \| Royaume-Uni \| Madison Genesis \| + 8 s \| \| 8e \| Mark Christian \| Royaume-Uni \| Aqua Blue Sport \| + 8 s \| \| 9e \| Lennard Hofstede \| Pays-Bas \| Team Sunweb \| + 8 s \| \| 10e \| Joey Rosskopf \| États-Unis \| BMC Racing Team \| + 23 s \| |                    |             |                 |                 |
| |                    |             |                 |                 |
| |                    |             |                 |                 |
| Classement de l'étape |                    |             |                 |                 |
| Coureur | Coureur            | Pays        | Équipe          | Temps           |
| 1er | Serge Pauwels      | Belgique    | Dimension Data  | 4 h 57 min 47 s |
| 2e | Omar Fraile        | Espagne     | Dimension Data  | + 0 s           |
| 3e | Jonathan Hivert    | France      | Direct Énergie  | + 6 s           |
| 4e | Brent Bookwalter   | États-Unis  | BMC Racing Team | + 6 s           |
| 5e | Tao Geoghegan Hart | Royaume-Uni | Team Sky        | + 8 s           |
| 6e | Maurits Lammertink | Pays-Bas    | Katusha-Alpecin | + 8 s           |
| 7e | Matthew Holmes     | Royaume-Uni | Madison Genesis | + 8 s           |
| 8e | Mark Christian     | Royaume-Uni | Aqua Blue Sport | + 8 s           |
| 9e | Lennard Hofstede   | Pays-Bas    | Team Sunweb     | + 8 s           |
| 10e | Joey Rosskopf      | États-Unis  | BMC Racing Team | + 23 s          |

## Classements finals

### Classement général final
| \| Classement général \| Classement général \| Classement général \| Classement général \| Classement général \| \| Coureur \| Coureur \| Pays \| Équipe \| Temps \| \| ------------------ \| ------------------ \| ------------------ \| ------------------ \| ------------------ \| \| 1er \| Serge Pauwels \| Belgique \| Dimension Data \| 11 h 53 min 04 s \| \| 2e \| Omar Fraile \| Espagne \| Dimension Data \| + 6 s \| \| 3e \| Jonathan Hivert \| France \| Direct Énergie \| + 7 s \| \| 4e \| Brent Bookwalter \| États-Unis \| BMC Racing Team \| + 18 s \| \| 5e \| Matthew Holmes \| Royaume-Uni \| Madison Genesis \| + 20 s \| \| 6e \| Maurits Lammertink \| Pays-Bas \| Katusha-Alpecin \| + 20 s \| \| 7e \| Mark Christian \| Royaume-Uni \| Aqua Blue Sport \| + 20 s \| \| 8e \| Tao Geoghegan Hart \| Royaume-Uni \| Team Sky \| + 20 s \| \| 9e \| Lennard Hofstede \| Pays-Bas \| Team Sunweb \| + 20 s \| \| 10e \| Joey Rosskopf \| États-Unis \| BMC Racing Team \| + 35 s \| |                    |             |                 |                  |
| |                    |             |                 |                  |
| Sources : ProCyclingStats Cycling Quotient |                    |             |                 |                  |
| Classement général |                    |             |                 |                  |
| Coureur | Coureur            | Pays        | Équipe          | Temps            |
| 1er | Serge Pauwels      | Belgique    | Dimension Data  | 11 h 53 min 04 s |
| 2e | Omar Fraile        | Espagne     | Dimension Data  | + 6 s            |
| 3e | Jonathan Hivert    | France      | Direct Énergie  | + 7 s            |
| 4e | Brent Bookwalter   | États-Unis  | BMC Racing Team | + 18 s           |
| 5e | Matthew Holmes     | Royaume-Uni | Madison Genesis | + 20 s           |
| 6e | Maurits Lammertink | Pays-Bas    | Katusha-Alpecin | + 20 s           |
| 7e | Mark Christian     | Royaume-Uni | Aqua Blue Sport | + 20 s           |
| 8e | Tao Geoghegan Hart | Royaume-Uni | Team Sky        | + 20 s           |
| 9e | Lennard Hofstede   | Pays-Bas    | Team Sunweb     | + 20 s           |
| 10e | Joey Rosskopf      | États-Unis  | BMC Racing Team | + 35 s           |